# 미사 나들목
미사 나들목(Misa IC) 또는 미사교차로는 경기도 하남시 망월동과 선동에 걸쳐 설치된 서울양양고속도로와 미사대로의 교차로이다. 서울방향에서의 진출은 불가능하며 선동 나들목에서 진출 후 양양방향으로 재진입하여야 진출할 수 있다. 이곳에서 서울양양고속도로와 미사대로가 분기된다. 인근에 미사리 조정경기장이 있다.

## 연혁
- 2005년 3월 26일 : 나들목 신설을 위해 하남시 도시계획시설 교통광장에 망월동 일원을 고시[1]
- 2009년 7월 15일 : 서울양양고속도로 서울 ~ 춘천 구간 개통과 함께 영업 개시[2]

## 구조물 정보
- 위치 : 경기도 하남시 망월동, 선동

## 접속하는 도로
- 미사대로(하남시도 제176호선)